# Mästerskaparna
Mästerskaparna är en svensk TV-serie i sex delar som hade premiär på SVT den 29 oktober 2019. I programmet tävlar sju amatörhantverkare om vem som ska bli den bäste hantverkaren. I varje avsnitt ska deltagarna praktisera inom ett nytt hantverk, trä, keramik, papper, läder och smide. Programledare är Pernilla Månsson Colt och huvuddomare är Samir Alj Fält. I varje avsitt finns även en gästdomare som är specialist på just det hantverk som praktiseras i det avsnittet.